# Région de bien-être de Kainuu
La région de bien-être de Kainuu (en finnois : Kainuun hyvinvointialue) est un organisme public indépendant des municipalités et de l'État chargé des services sociaux, de santé et de secours de Kainuu.
C'est l'une des 23 régions de bien-être de Finlande.

## Municipalités
La région compte 8 municipalités, dont 2 villes.
- Hyrynsalmi
- Kajaani
- Kuhmo
- Paltamo
- Puolanka
- Ristijärvi
- Sotkamo
- Suomussalmi

## Services
La responsabilité légale de l'organisation des services sociaux et de santé et de secours passera des municipalités à la région de bien-être de Kainuu à partir du 1er janvier 2023.

### Soins de santé
Les municipalités font partie du District hospitalier de Kainuu.
La région est servie par l'hôpital central de Kainuu.

### Opérations de secours
En termes d'opérations de secours d'urgence, les municipalités de la région de bien-être de Kainuu dépendent du service de secours de Kainuu.

## Politique et administration
Les élections régionales finlandaises de 2022 ont eu lieu le 23 janvier 2022 afin de désigner pour la première fois les 59 conseillers régionaux élus pour 3 ans pour administrer la région de services du bien-être de Kainuu.
La répartition des voix et des sièges sont les suivantes :
| Parti    | Parti                           | Voix   | %    | Sièges |
| -------- | ------------------------------- | ------ | ---- | ------ |
|          | Parti social-démocrate          | 2 582  | 9,7  | 6      |
|          | Vrais Finlandais                | 3 500  | 13,1 | 8      |
|          | Parti de la coalition nationale | 3 676  | 13,8 | 8      |
|          | Parti du centre                 | 10 126 | 37,9 | 23     |
|          | Ligue verte                     | 1 355  | 5,1  | 3      |
|          | Alliance de gauche              | 4 270  | 16,0 | 9      |
|          | Chrétiens-démocrates            | 883    | 3,3  | 2      |
|          | Mouvement maintenant            | 98     | 0,4  | 0      |
|          | Le pouvoir appartient au peuple | 168    | 0,6  | 0      |
| Sources: |                                 |        |      |        |